# Pameridea roridulae
Pameridea roridulae (лат.) — вид клопов из семейства слепняков (Miridae). Видовое название дано по роду растений Роридула (Roridula), с которым у насекомого имеются мутуалистические отношения.

## Описание
Клоп достигает нескольких миллиметров в длину. Несмотря на наличие крыльев, Pameridea roridulae не является хорошим летуном.
Pameridea roridulae обитает на растениях Roridula dentata и Roridula gorgonias, выделяющих на стеблях и листьях маленькие капли липкой жидкости. Чтобы не прилипать к растениям, слепняк образует на поверхности кутикулы вещество, которое, прилипая к роридуре, отшелушивается, тем самым предохраняя от прилипания самого клопа. Другие насекомые, не имеющие такого защитного механизма, прилипают к растению, а Pameridea roridulae их поедает. Клоп оставляет фекалии на роридуре, которые впитываясь, обогащают растение питательными веществами.